# Ministro del Interior del Perú
El ministro del Interior del Perú es el titular del Ministerio del Interior. Entre las principales organizaciones que dependen del Ministerio figura la Policía Nacional del Perú.

## Funciones
El Ministro del Interior es el encargado de velar por la seguridad interna del Perú, así como preocuparse por la Policía Nacional del Perú, la cual depende de su organismo. Las actividades oficiales del Presidente de la República del Perú, así como los miembros del Poder Judicial y el Congreso de la República son siempre coordinadas con el ministro.
Cualquier funcionario público del Estado peruano puede enviarle un oficio al Ministro solicitándole resguardo policial.
Es uno de los cargos en el cual el Presidente de la República deposita a gente de su confianza. El nombre del Ministro del Interior, es junto al del Presidente del Consejo de Ministros, uno de los primeros en anunciarse o remover del cargo. Es a su vez uno de los ministerios con más alta rotación, con un promedio de 2 ministros por año.